# Shackleton (cratère)
Pour les articles homonymes, voir Shackleton.
Shackleton est un cratère d'impact situé au pôle Sud de la Lune. Il doit son nom à Ernest Shackleton, un explorateur de l'Antarctique.

## Caractéristiques
Les crêtes au bord du cratère sont exposées à la lumière solaire de façon presque continue, alors que l'intérieur du cratère est toujours plongé dans l'ombre. 
Des mesures effectuées en 1999 par la sonde Lunar Prospector ont révélé des quantités supérieures à la normale en hydrogène dans le cratère, ce qui pourrait indiquer la présence d'eau sous forme de glace.

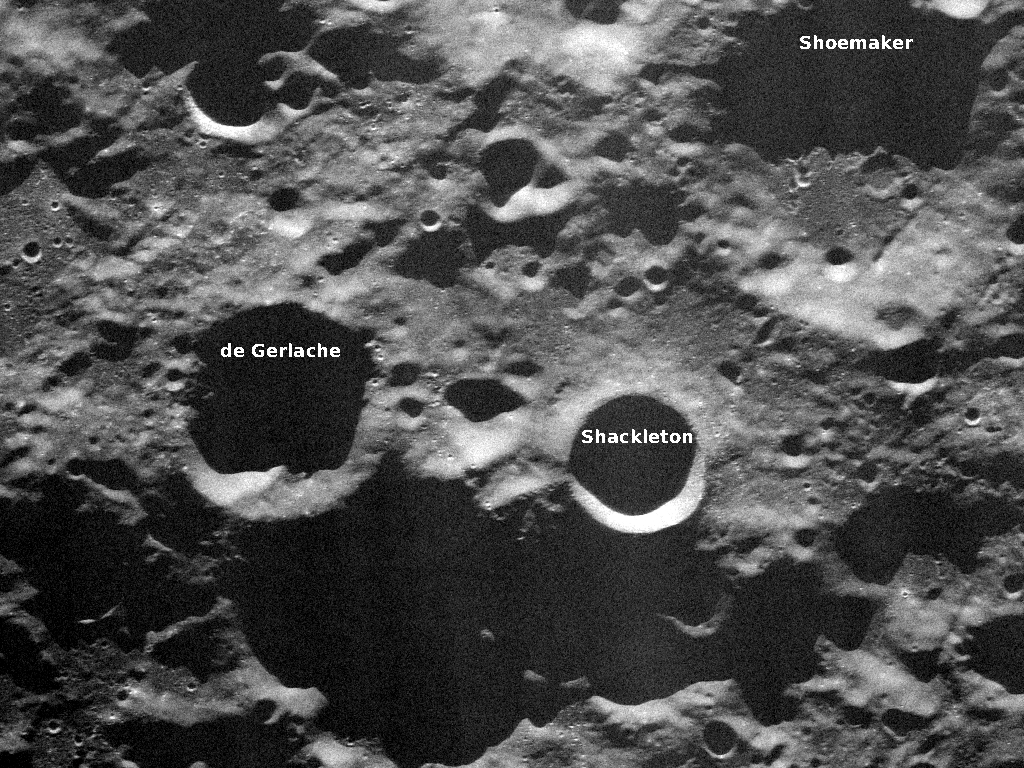
Le cratère Shackleton vu par radar.